# Open Nederlands kampioenschap Fischer Random Chess
Het Open Nederlands kampioenschap Fischer Random Chess (officieel: het Martin Walop toernooi om het Open Nederlands kampioenschap Fischer Random Chess) is een schaaktoernooi dat jaarlijks plaatsvindt in Amsterdam. Het is het belangrijkste toernooi in Nederland op het gebied van Schaak960 (ookwel: Random chess). De organisatie ligt in handen van de Amsterdamse schaakvereniging Fischer-Z.

## Algemeen
De eerste editie van het Open NK Fischer Random Chess werd gehouden in 2004. Yasser Seirawan won dat toernooi, gevolgd door Aran Köhler en Micha Leuw.
Op 9 december 2005 overleed Martin Walop, een van de oprichters van schaakvereniging Fischer-Z. Vanaf 2006 werd het toernooi naar hem vernoemd, Martin Walop toernooi.
Hoewel het deelnemersveld relatief klein is (doorgaans rond de 40), is het toernooi het belangrijkste Nederlandse toernooi op het gebied van de schaakvariant Schaak 960. Onder de deelnemers zitten elk jaar wel een paar grootmeesters.

## Winnaars
| #  | Jaar | Winnaar                          |
| -- | ---- | -------------------------------- |
| 1  | 2004 | Yasser Seirawan                  |
| 2  | 2005 | Erik van den Doel                |
| 3  | 2006 | Hans Willem Capel                |
| 4  | 2007 | Manuel Bosboom                   |
| 5  | 2008 | Dennis de Vreugt                 |
| 6  | 2009 | Yasser Seirawan                  |
| 7  | 2010 | Dimitri Reinderman               |
| 8  | 2011 | Dennis de Vreugt                 |
| 9  | 2012 | Aran Köhler                      |
| 10 | 2013 | Sjef Rijnaarts                   |
| 11 | 2014 | Dimitri Reinderman               |
| 12 | 2015 | Dimitri Reinderman               |
| 13 | 2016 | Jorden van Foreest               |
| 14 | 2017 | Ivan Sokolov                     |
| 15 | 2018 | Hing Ting Lai                    |
| 16 | 2019 | Erik van den Doel                |
| 17 | 2022 | Ilja Schneider en Manuel Bosboom |
| 18 | 2023 | Dimitri Reinderman               |
| 19 | 2024 | Dimitri Reinderman               |
| 20 | 2025 | Chiel van Oosterom               |

### Meervoudige winnaars
| Aantal overwinningen | Naam                                                                  |
| -------------------- | --------------------------------------------------------------------- |
| 5                    | Dimitri Reinderman                                                    |
| 2                    | Yasser Seirawan, Dennis de Vreugt, Erik van den Doel, Manuel Bosboom, |